# FK Vojvodina
Der FK Vojvodina (offiziell auf Serbisch: Фудбалски клуб Војводина – ФК Војводина, Fudbalski klub Vojvodina – FK Vojvodina), gewöhnlich Vojvodina, ausgesprochen ʋǒjʋodina, meist kurz Voša, ist die Fußballabteilung von SD Vojvodina, einem serbischen Sportverein aus Novi Sad, der gegenwärtig in der SuperLiga spielt, der höchsten Spielklasse im serbischen Fußball.
In seiner über 100-jährigen Geschichte war der FK Vojvodina einer der erfolgreichsten Vereine im ehemaligen Jugoslawien. Zu den Zeiten des Sozialistischen Jugoslawien (1945–1992) wurde Vojvodina 1966 und 1989 Jugoslawischer Meister, 1957, 1962 sowie 1975 Vizemeister und beendete die Saison 1991/1992 auf den 3. Platz. Das jugoslawische Pokalfinale erreichte der Verein 1951 und belegt zudem in der ewigen Tabelle der jugoslawischen Liga den 5. Platz.
Auf internationaler Bühne erreichte Vojvodina 1967 im Europapokal der Landesmeister das Viertelfinale, verlor jedoch knapp gegen den späteren Sieger Celtic Glasgow. 1968 erreichten sie erneut das Viertelfinale eines europäischen Pokals, diesmal des Messestädte-Pokals, dem Vorläufer des UEFA-Pokals. Der erste europäische Titel war der Gewinn des Intertoto-Cup 1976. 1977 folgte der Gewinn des Mitropapokals, wo Vojvodina bereits 1957 das Finale erreichte. Der letzte große internationale Erfolg war das Erreichen des UEFA-Intertoto-Cup-Finales 1998, wo man Werder Bremen unterlag.
Von 1993 bis 1997 erreichte der Klub in der 1. Liga der Bundesrepublik Jugoslawien (1992–2003) fünfmal in Folge den 3. Platz und war Finalist des Pokals 1997. Der Verein wurde 2009 einmalig Serbischer Vizemeister und erreichte den 3. Platz 2007, 2008, 2011, 2012, 2013, 2017 und 2020. Zudem gewann man 2014 und 2020 den Serbischen Pokal, in dem man auch 2007, 2010, 2011, 2013 und 2024 das Finale erreichte. Damit ist Vojvodina, neben den Belgrader Klubs Roter Stern und Partizan, der zurzeit dritterfolgreichste Verein in Serbien und ein ständiger Konkurrent um die Meisterschaft und den Pokalsieg.

## Geschichte

### 1914–1918: Die Gründungsjahre

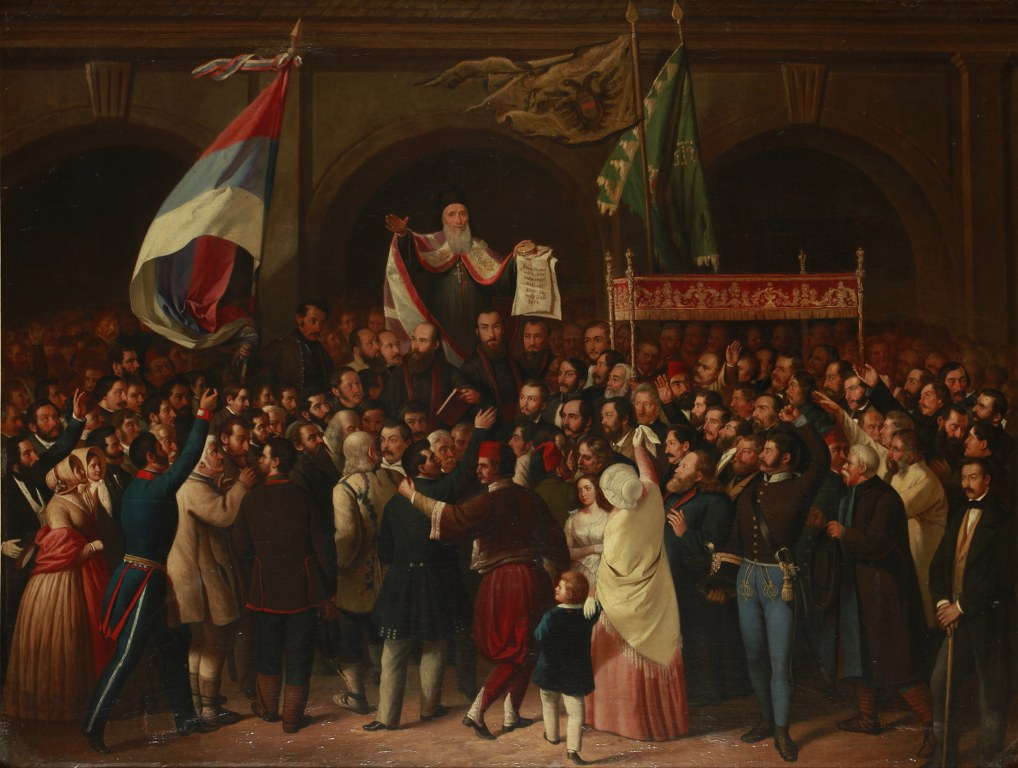
Gemälde der Proklamation der Serbischen Vojvodina durch die Nationalversammlung 1848.

Am 6. März 1914 traf sich in Novi Sad eine Gruppe von Studenten des serbisch-orthodoxen Gymnasiums in der Weberei von Sava Šijakov, die sich in der Temeriner-Straße 12 befand, und gründet mit Hilfe von serbischen Intellektuellen und Handwerker einen Fußballverein. Der Verein wurde im Verborgenen gegründet, weil die ehemaligen österreichisch-ungarischen Behörden größere organisierte Versammlungen von serbischen Jugendlichen in der Region Vojvodina nicht erlaubten, die überwiegend von Serben bewohnt war. Den Verein erhielt den Namen Vojvodina, um die Erinnerung an die Gebietseinheit der Serben in der Serbischen Vojvodina am Leben zu halten, in dem die Serben, zumindest auf dem Papier, die gleichen Rechte wie alle anderen Bürger in der Habsburger Monarchie erhielten, für die sie zuvor seit Jahrhunderten gekämpft hatten. Die Vojvodina war eine Art serbisches Herzogtum, dessen Name sich aus dem serbischen Vojvodstvo für Heerführung bzw. von Vojvoda ableitete, was „derjenige, der Krieger anführt“ oder Heerführer bedeutet.
Unter den Gründern an diesem Tag befanden sich unter anderem der zukünftige Textilindustrielle Milenko Šijakov und der zukünftige Universitätsprofessor Vladimir Milićević. Milenko Hinić, der später Chemiker wurde, sowie die zukünftigen Rechtsanwälte Radenko Rakić und Kamenko Ćirić, ebenso wie Gojko Tosić, Đorđe Živanov, Branko Gospođinački und der zukünftige Doktor der Rechtswissenschaften Kosta Hadži.
Das erste Spiel der Vereinsgeschichte war gegen den lokalen Verein FK Šajkaš in der Ortschaft Kovilj, das man mit 5:0 gewann. Vojvodina spielte in leuchtend blauen Farben sowie weißen Shorts, und die Mannschaft bestand vor allem aus Schülern und Studenten, die in den Sommerferien aus Prag, der heutigen Hauptstadt der Tschechischen Republik, nach Hause kamen. Schließlich sollte es bei diesem einzigen Spiel bleiben, denn kurz danach brach der Erste Weltkrieg aus. Daraufhin verboten die österreichisch-ungarischen Behörden alle serbischen Organisationen und Vereine in Novi Sad, und Vojvodina stand zum ersten Mal kurz vor der Auflösung.

### 1918–1941: Das Millionärs-Team

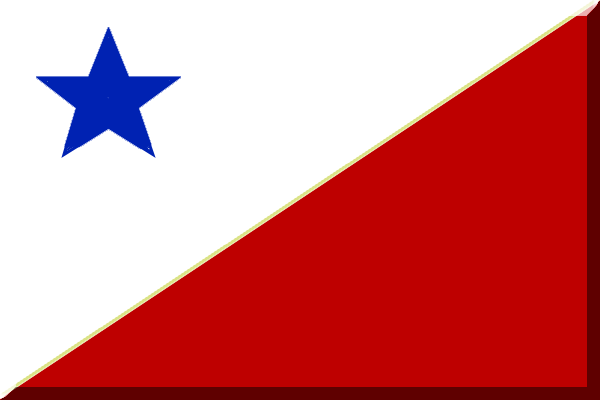
Die Flagge des FK Vojvodina.

Während des Ersten Weltkrieges kam der Sport zum Erliegen, doch nach der Befreiung der Region Vojvodina durch die Streitkräfte Serbiens, wurde die Arbeit im Verein auf Initiative der serbischen Studenten aus Prag wieder fortgesetzt. Als erster Vereinspräsident wurde Milenko Šijakov ausgewählt, der Sohn des Weberei-Besitzers Sava Šijakov, der Ort der Versammlung, wo zuvor Vojvodina gegründet wurde. Der Doktor Živko Bajazet, der langjährige Präsident der kaufmännischen Bank Serbiens sowie Mitglied des Sokol-Turnbewegung, sollte der erste Sekretär des Vereins werden. Vojvodina wurde ausschließlich durch Mitgliedsbeiträge und durch großzügige Spenden wie z. B. von Maks Grin und Daka Popović, den Novaković-Brüdern, Ilija Balabušić und durch Mitglieder des Dunđerski-Familie finanziert.
Ein Teil der damaligen Vojvodina Spieler und des Managements, die in Prag studierten, waren zugleich auch Mitglieder von Slavia Prag. Der tschechische Verein unterstützte Vojvodina in den schwierigen Zeiten vor und während des Ersten Weltkriegs und trug zur Entwicklung des Klubs bei. 1920 wurde das erste Set roter und weißer Trikots von Prag nach Novi Sad gebracht. Während der Vereinssitzung am 23. Juli 1922 wurde beschlossen, dass zu Ehren von Slavia Prag die roten und weißen Farben der Trikots die offiziellen Vereinsfarben des Klubs werden sollten. Das Vereins-Logo wurde auch teilweise von Slavia Prags-Logo abgeleitet, wo jedoch der rote Stern des tschechischen Teams mit dem blauen Stern ersetzt wurde, damit Vojvodinas Logo alle Farben der serbischen Flagge erhielt. Am 28. Juni 1924, am Vidovdan, ein serbischer Gedenk- und Feiertag, wurde gemeinsam mit dem jüdischen Fußballklub Juda Makabi das Stadion Karađorđe in Betrieb genommen. Bis dahin spielten beide Klubs im Stadion des ungarischen Fußballklubs UTK. Benannt wurde es nach dem Anführer des ersten serbischen Aufstandes gegen die osmanische Besatzung im 19. Jahrhundert Đorđe Petrović, genannt Karađorđe. Der erste Trainer sowie technischer Direktor und Chef-Organisator von Vojvodina wurde der Doktor der Rechtswissenschaften Kosta Hadži, einer der Begründer und der bedeutendsten Personen des Vereins, sowie der Gründer des Fußballverbands von Novi Sad.
Unter seiner Führung gewann Vojvodina 1926 die regionale Liga von Novi Sad, den ersten Titel der Vereinsgeschichte. Vojvodina war damals der erste Klub der Spielern professionelle Verträge anbot, sowie Spieler aus dem Ausland verpflichtete, so z. B. den Tschechen Josef Čapek und die Ungarn Sándor Dudás sowie Abraham Saraz. Einer der besten und einflussreichsten Vojvodina Spieler zu der Zeit war Stürmer Dušan Marković, der von 1921 bis 1935 für den Verein spielte. Ende der 1930er Jahre begann Vojvodina mit der Verpflichtung zahlreiche Spieler, die später als die Millionäre bzw. das Millionärs-Team bekannt wurden. Einer der Bekanntesten unter ihnen war Jožef Velker, der zu einem der bedeutendsten Spieler des Vereins wurde. 1932, 1934 und 1935, sowie von 1937 bis 1940 gewannen die Millionäre die Novi Sad Liga. Seitdem hatte Vojvodina einen ernsthaften Anspruch auf den Gewinn der ersten jugoslawische Liga. Während der Saison 1940/41 spielte Vojvodina um den Titel, jedoch wurde die letzte Phase der Meisterschaft unterbrochen, denn ohne vorherige Kriegserklärung oder Ultimatum griffen am 6. April 1941 die Armeen des nationalsozialistischen Deutschlands und seiner Verbündeten Italien und Ungarn das Königreich Jugoslawien an, was schließlich zur Mobilisierung der jugoslawischen Streitkräfte führte und die Fortsetzung des Wettbewerbs unmöglich machte.

### 1941–1944: Die Tragödie während des Zweiten Weltkriegs
Während des Zweiten Weltkrieges wurde das Königreich Jugoslawien 1941 von den Achsenmächten überfallen, besetzt und aufgeteilt. Teile Nordserbiens bzw. der heutigen AP Vojvodina fielen an Kroatien, das unter der Herrschaft der faschistischen Ustaša-Bewegung unter Ante Pavelić stand, an das Königreich Ungarn, einschließlich Novi Sad, oder stand unter deutscher Verwaltung. Eine der ersten Entscheidungen der ungarischen Besatzer war der Verbot des FK Vojvodina und die Beschlagnahmung seines Eigentums.
Große Teile des Vereinsarchivs wurden von den neuen Behörden zerstört und die meisten Trophäen, die bis zu diesem Zeitpunkt gewonnen wurden, gingen dadurch für immer verloren. Die Besatzung war von schweren Übergriffen gegen die lokale Zivilbevölkerung begleitet. Zahlreiche Serben, Juden, Roma sowie Zivilisten anderer Ethnien wurden massakriert bzw. ermordet, darunter auch Frauen, Kinder und ältere Menschen, in Konzentrationslagern verschleppt, z. B. ins KZ Šarvar, oder aus ihrer Heimat vertrieben.

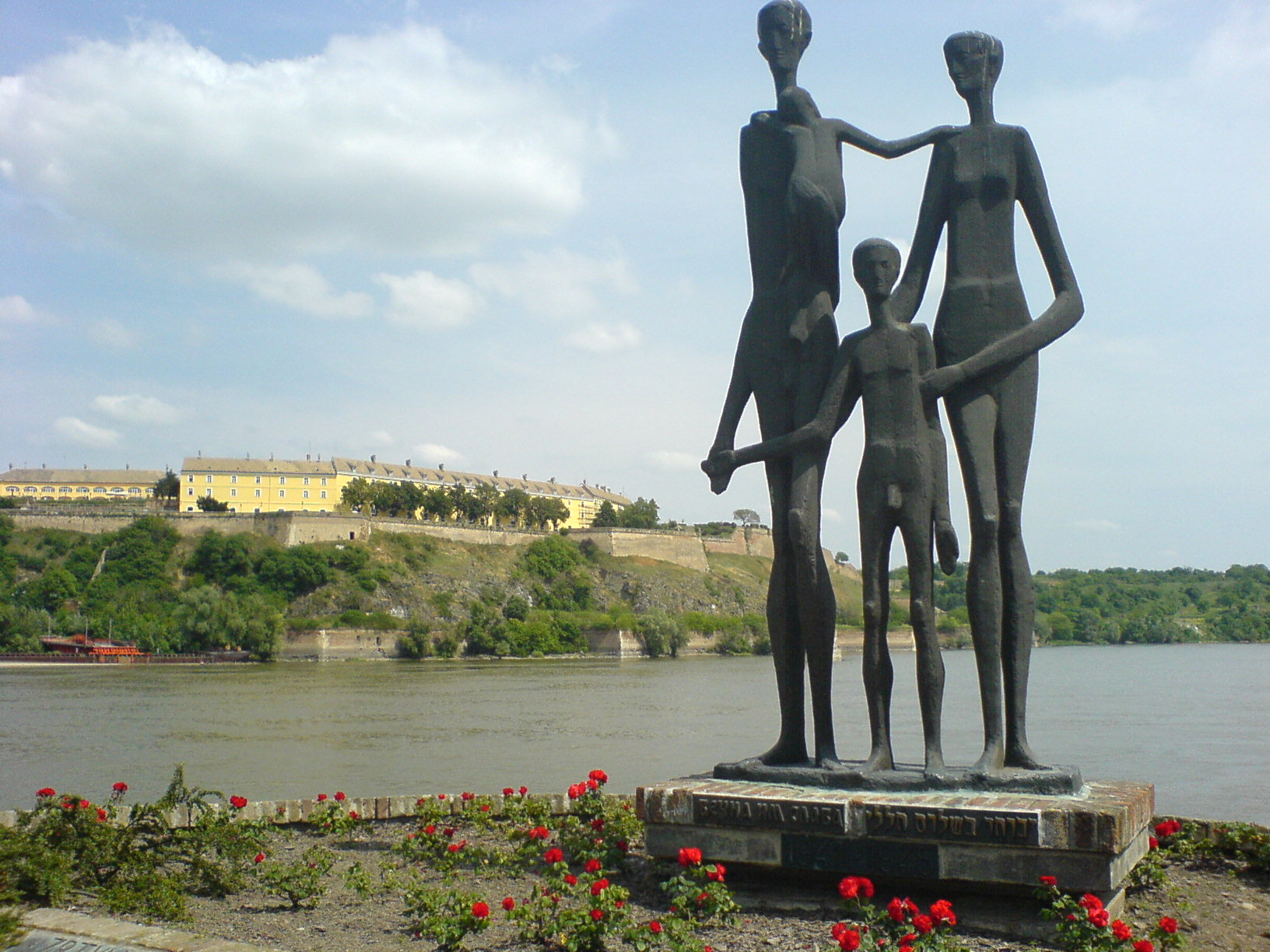
Mahnmal in Petrovaradin an die Opfer des Massakers von Novi Sad durch ungarische Truppen 1942.

Unter den Betroffenen befanden sich auch zahlreiche Mitglieder des Vereins. Diese Kriegsverbrechen provozierten bzw. begünstigten den Widerstand der Bevölkerung in den besetzten Gebieten. Zahlreiche Bürger aus allen ethnischen Gruppen – hauptsächlich Serben, aber auch einige antifaschistischen und pro-serbische lokale Ungarn, Slowaken und andere – schlossen sich dem Widerstand gegen den Nationalsozialismus an und kämpften gemeinsam gegen die faschistische Besatzung ihrer Heimat, unter ihnen auch zahlreiche Mitglieder und Spieler des Vereins.
Besonders tragisch war das Jahr 1942, als es zur berüchtigten Razzia in Novi Sad kam. In einer einzigen Aktion ungarischer Truppen wurden über 4000 lokale Serben, Juden und Roma ermordet. Die meisten Opfer forderte das Massaker von Novi Sad unter General Ferenc Feketehalmy-Czeydner, als der ungarische Befehlshaber vom 21. bis 23. Januar 1246 Zivilisten erschießen ließ. Ebenso wurden mehrere hundert Zivilisten unter das Eis der zugefrorenen Donau geworfen und ertränkt. Während dieser Zeit kam fast die gesamte Mannschaft von Vojvodina, darunter Božidar Petrović, die Brüder Milan und Pera Simin, Dušana Šućov, Svetozar Džanić, Milan Stoja, Živko Brzak und Radovan Bozin, sowie zahlreiche Vereinsoffizielle und Anhänger des Klubs ums Leben. Heute erinnert eine in Bronze gegossene Skulptur im Ortsteil Petrovaradin, auf der ein Mann, eine Frau und ein Kind zu sehen sind, an die schreckliche Tat. Dahinter befinden sich Tafeln, auf denen in serbischer und hebräischer Schrift die Namen der identifizierten Opfer eingraviert sind.

### 1944–1962: Die Goldene Generation
Nach dem Einrücken der jugoslawischen Volksbefreiungsarmee in Novi Sad Ende 1944 begann langsam die gesamte Reorganisation des sportlichen Lebens. An einen geordneten Spielbetrieb war zunächst nicht zu denken. Vojvodina hatte fast seine ganze Mannschaft verloren, ebenso zahlreiche Vereinsmitglieder und Fans. Dennoch leiteten die überlebenden Vereinsmitglieder, Spieler und der übriggebliebene Vorstand, angeführt von Kosta Hadži, Đuro Živić, Branko Milovanović und Aleksandar Kanazir, die Wiederaufnahme des Spielbetriebs kurz nach der Befreiung wieder ein. Am 24. Juli 1946 beschlossen jedoch die neuen kommunistischen Behörden die Fusion von drei Vereinen aus Novi Sad: FK Vojvodina, FK Slavija und FK Radnički unter dem neuen Namen FK Sloga. Diese Entscheidung traf auf viel Widerstand in der Bevölkerung, die den Verein weiterhin Vojvodina nannte. Der Verein spielte zunächst in der zweiten Liga, bis er 1948 den Aufstieg in die 1. jugoslawische Liga erreichte. 1950, nach langen Widerstand der Fans, wurde der Verein wieder in Vojvodina umbenannt. 1951 erreichte Vojvodina zum ersten Mal das jugoslawische Pokalfinale.
Dies war der Beginn der sogenannten Goldenen Generation, die für ihren technischen Fußball bekannt wurde. In den 1950er Jahren befand sich Vojvodina regelmäßig in der oberen Hälfte der Tabelle. 1953 beendete sie die Saison als Vierter, 1957 gewannen sie die Vizemeisterschaft, 1959 erreichten sie den dritten Platz und etablierten sich somit langfristig in der Spitzengruppe des jugoslawischen Fußballs. Auch auf der internationalen Bühne erzielte Vojvodina gute Ergebnisse, so 1957, als sie das Mitropapokal-Finale erreichten und zwei Jahre später das Halbfinale. Im Messestädte-Pokal 1961/62, dem Vorläufer des UEFA-Pokals, kam Vojvodina nach Siegen über den AC Mailand und Iraklis Thessaloniki bis ins Viertelfinale. Zu den bekanntesten Spielern des Vereins während dieser Periode gehörten vor allem Vujadin Boškov, Todor Veselinović und Zdravko Rajkov. Mit Stürmer Todor Veselinović, Vojovidnas späterem Trainer, stellte der Verein gleich vier Mal den Torschützenkönig der jugoslawischen Liga, so von 1956 bis 1958 sowie 1961. Zu dieser Generation gehörten auch der spätere Bundesliga-Spieler Stevan Bena.

### 1962–1968: Der erste Meisterschafts-Titel
1962 wurde Vojvodina Vizemeister, doch die Ergebnisse des Klubs verschlechterten sich in den darauffolgenden Jahren und man musste sogar um den Klassenverbleib fürchten. Allerdings markierte das Jahr 1964 einen Wendepunkt, als Vujadin Boškov als Technischer Direktor, sowie Branko Stanković als Trainer das Ruder übernahmen. Vujadin Boškov modernisierte den Verein durch die Verbesserung der Infrastruktur und den Bau eines Sportzentrums, sowie der Organisation eines Scouting-Netzwerks. Somit war die Vereinsführung um Präsident Arsa Kovačević in der Lage, alle notwendigen Voraussetzungen anzubieten, die eine erfolgreiche Saison voraussetzte. Branko Stanković verändert den Spielstil und verlagerte den Schwerpunkt auf Disziplin und Laufbereitschaft. Der einzige Spieler, der freie Hand hatte, war Silvester Takač, einer der besten Spieler dieser Generation. Schließlich wurde Vojvodina 1966 zum ersten Mal jugoslawischer Meister. Mitglieder dieser Generation waren unter anderem Žarko Nikolić und Đorđe Pavlić.
In der folgenden Saison erzielte Vojvodina gute Ergebnisse auf der internationalen Bühne. In der ersten Runde des Europapokal der Landesmeister 1966/67 besiegte sie den SK Admira Wien durch ein Tor von Silvester Takač. In der zweiten Runde spielte sie gegen Atlético Madrid. Das Hinspiel gewann Vojvodina in Novi Sad durch Tore von Silvester Takač, Ilija Pantelić und Ivica Brzić mit 3:1, während für die Spanier Atlético Legende Luis Aragonés traf. Im Rückspiel gewann Atlético Madrid mit 2:0, was schließlich zu einem Gesamtergebnis von 3:3 führte. Nach den damaligen Regeln musste ein drittes Spiel ausgetragen werden. In der Hoffnung auf einen Vorteil schlugen die Spanier vor, dass das entscheidende Spiel erneut im Estadio Vicente Calderón ausgetragen werden sollte, und zum Ausgleich boten sie eine finanzielle Entschädigung an. Vojvodina sollte 50.000 Dollar erhalten, sowie jeder Spieler nochmal 1.000 Dollar, und die Unterkunft- und Flugkosten würde ebenfalls Atlético Madrid übernehmen.

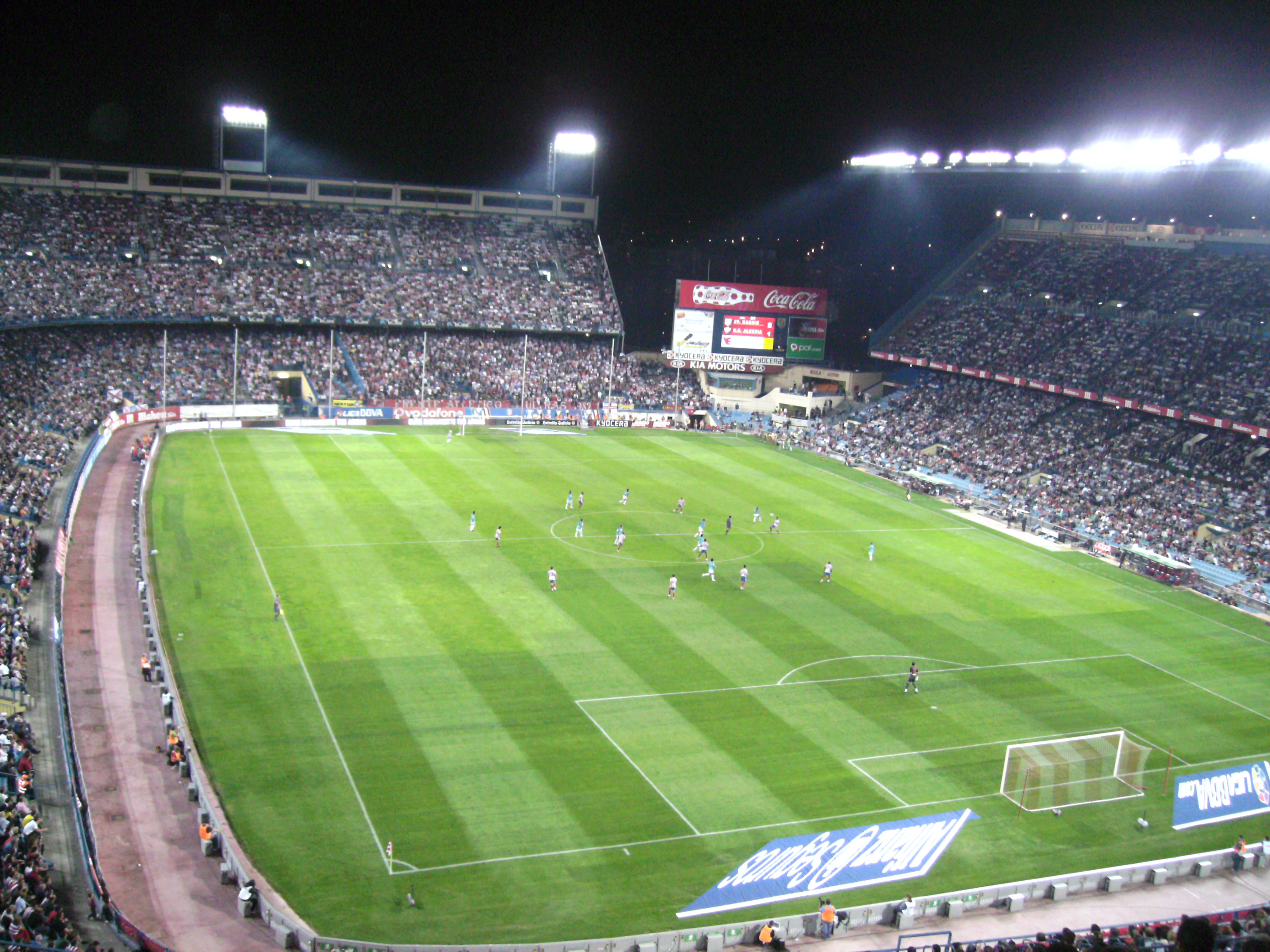
Das Estadio Vicente Calderón erlebte 1966 zwei Spiele gegen Vojvodina Novi Sad innerhalb weniger Tagen.

 Sich des Risikos bewusst und im Glauben an die eigene Stärke, nahm die Vereinsführung von Vojvodina den Vorschlag an, jedoch traf diese Entscheidung in der Heimat auf starkes Unverständnis. Schließlich gewann Vojvodina das Entscheidungsspiel durch ein Tor von Silvester Takač mit 3:2 nach Verlängerung. In der darauffolgenden Wintertransferperiode verkaufte Vojvodina seinen Torjäger an Stade Rennais, um den geplanten Einkauf von neuen Flutlichtern finanzieren zu können. Dies erwies sich jedoch als schlechte Entscheidung, denn Takač war unersetzlich.
Im Viertelfinale spielte Vojvodina gegen die schottische Spitzenmannschaft Celtic Glasgow. Das Hinspiel gewann Vojvodina mit 1:0, doch in Glasgow schied der Verein durch ein Tor in der Nachspielzeit von Celtic Kapitän Billy McNeill mit 2:0 aus. Schließlich gewann Celtic Glasgow auch am Ende den Europapokal der Landesmeister und die Celtic-Spieler sagten nachher, dass Vojvodina die beste Mannschaft waren, gegen die sie in dieser Saison gespielt hatten. In der Tat, Celtic verlor während dieser Saison nur gegen Vojvodina.
Die Saison 1966/67 beendete Vojvodina als vierter und qualifizierte sich für die Messestädte-Pokal 1967/68. Nach Siegen über GD Fabril aus Portugal, den 1. FC Lokomotive Leipzig, sowie Göztepe Izmir, erreichten sie wieder das Viertelfinale eines europäischen Pokals, jedoch schieden sie dort gegen den FC Bologna aus. Am 22. April 1968 verlor Vojvodina sowie die jugoslawischen Nationalmannschaft auf tragische Art und Weise eine ihrer Spieler. Stevan Nešticki starb bei einem Autounfall in Novi Sad. Er wurde nur 28 Jahre alt. Ihm zu Ehren, trägt ein lokales Fußballturnier sowie eine Straße in Novi Sad seinen Namen.

### 1968–1977: Internationale Erfolge
In der Saison 1971/72 verfehlt Vojvodina als Tabellenvierter die Teilnahme am UEFA-Cup. Die nächste zwei Spielzeiten verbrachte der Verein in der unteren Hälfte der Tabelle. 1974 wurde Todor Veselinović als neuer Trainer und Nachfolger von Gojko Zec verpflichtet. Der neue Trainer hatte auf Anhieb Erfolg mit dem Verein. In der Saison 1974/75 sicherte sich Vojvodina die Vizemeisterschaft und die Teilnahme am UEFA-Pokal 1975/76. 1976 gewann Vojvodina den Intertoto Cup und somit ihren ersten europäischen Pokal. 1977 gewannen die Rot-Weißen nach Siegen über den AC Florenz, Sparta Prag und Vasas Budapest ihren zweiten europäischen Titel, den Mitropapokal. Todor Veselinović betreute die Mannschaft während des gesamten Wettbewerbs, mit Ausnahme des letzten Spiels, den Branko Stanković nahm erneut Platz auf der Bank, wie bereits von 1964 bis 1967, als er Vojvodina 1966 zum Meister machte.

### 1977–1990: Die zweite Meisterschaft
1985 erreichte Vojvodina das Halbfinale des jugoslawischen Pokals, allerdings unterlag man dort Roter Stern Belgrad mit 2:3. Völlig unerwartet wendete sich die Saison 1985/86 zu der schlechtesten in der Vereinsgeschichte, und so musste Vojvodina schließlich als Letzter den Gang in die 2. Liga antreten. Željko Jurčić musste schließlich seinen Stuhl für Tonko Vukušić räumen. Unter Vukušić gelang der sofortige Wiederaufstieg als Zweitligameister. Im Sommer 1987 verpflichtete der Verein mit Miloš Šestić einen ehemaligen Roter Stern-Spieler sowie den vormaligen Trainer des CA Osasuna als Nachfolger für Vukušić, Ivica Brzić. Am Ende der Saison 1987/88 erreichte Vojvodina mit einem zehnten Platz das vorgegebene Ziel, auch in der nächsten Saison erstklassig zu spielen. Danach fand ein Umbruch in der Mannschaft statt. Für die Saison 1988/89 verpflichtete Vojvodina Ljupko Petrović, der gerade Spartak Subotica mit der Meisterschaft zurück in die oberste jugoslawische Spielklasse geführt hatte, als neuen Trainer.
Daneben verpflichtete der Verein eine Reihe von talentierten Spielern, darunter Siniša Mihajlović, Slaviša Jokanović, Miroslav Tanjga, Goran Kartalija sowie Budimir Vujačić vom SC Freiburg. Die Mannschaft verbesserte sich unter Petrovićs Führung schnell und verbrachte fast die ganze Meisterschaft als Tabellenführer. Der zweite Meisterschaftspokal wurde schließlich mit drei Punkten Vorsprung auf Roter Stern nach über 23 Jahren des Wartens wieder gewonnen. In der darauffolgenden Saison scheiterte Vojvodina in der ersten Runde des Europapokal der Landesmeister 1989/90 unglücklich an Honvéd Budapest. Das Hinspiel verloren sie mit 1:0, doch im Rückspiel lief es vorerst deutlich besser. Vojvodina führte bereits mit 2:0, als jedoch ein spätes Eigentor das Aus für den Verein bedeutete. In der Liga erreichte man nur den elften Tabellenplatz und musste die Meisterschaft wieder an Roter Stern abgeben, gegen die sie bereits in der 2. Runde des Pokals ausgeschieden sind.

### 1990–2005: Der ewige Dritte
1990 scheiterte Vojvodina, die zuvor gewonnene Meisterschaft zu verteidigen. Von 1992 bis 1997 erreichte Vojvodina in der Liga jeweils den 3. Platz, ganze sechsmal in Folge, und davon fünfmal unter Trainer Milorad Kosanović. Dies war bisher noch keinem Verein in Jugoslawien gelungen, wodurch Vojvodina den Ruf des ewigen Dritten erhielt. Daneben stellte sie mit Stürmer Vesko Mihajlović, der 22 Tore erzielte, den Torschützenkönig der Saison 1992/93 und 1995 konnte die Herbstmeisterschaft gesichert werden. Wegen der UN-Sanktionen durften Vereine aus Jugoslawien nicht an europäischen Wettbewerben teilnehmen und die Frage, wie stark diese Generation im internationalen Vergleich sein würde, blieb unbeantwortet. Doch 1995 spielte Vojvodina ein Freundschaftsspiel in Amsterdam gegen Ajax, den die „Alte Dame“ des serbischen Fußballs mit 3:2 für sich entscheiden konnte. Im selben Jahr noch gewann Ajax die UEFA Champions League 1994/95. 1997 erreichte Vojvodina das Pokalfinale, verlor aber gegen Roter Stern.
Im UEFA Intertoto Cup 1998 kam Vojvodina nach Siegen über Stabæk Fotball, Örebro SK und Baltika Kaliningrad bis ins Halbfinale des Wettbewerbs. Dort besiegten sie nach einem 0:2 im Hinspiel den SC Bastia mit 4:0, jedoch scheiterte man im Finale knapp an Werder Bremen mit 0:1 und 1:1. Ab der Saison 2000/01 geriet Vojvodina sowohl sportlich als auch finanziell in Schwierigkeiten. Die Mannschaft war dem Abstieg nahe, dazu verließ Klubdirektor Svetozar Šapurić den Verein. Daraus resultierend konnten vielversprechende Spieler oft nicht lange gehalten werden, nachdem sie erfolgreichere und finanzstärkere Vereine auf sich aufmerksam gemacht hatten. So zog es Milan Jovanović 2003 zu Schachtar Donezk und Miloš Krasić 2004 zu PFK ZSKA Moskau. Von diesem Zeitpunkt an erfolgte ein sportlicher Einbruch. Vojvodina erreichte in den darauffolgenden Jahren nur mittelmäßige Ergebnisse, doch nach der Ankunft des neuen Präsidenten Ratko Butorović 2005 etablierte sich der Verein wieder nach und nach unter den serbischen Spitzenteams.

### 2005–heute: Etablierung als Spitzenmannschaft

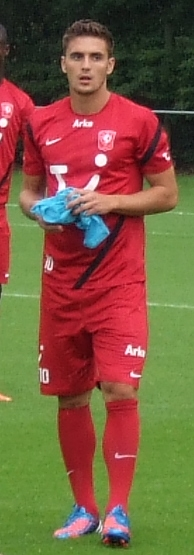
Dušan Tadić

2007 führte Milovan Rajevac die Mannschaft auf den dritten Platz in der serbischen Super liga, die zur Teilnahme an der Qualifikation zum UEFA-Pokal berechtigte, sowie ins serbische Pokalfinale, wo man Roter Stern unterlag. Ab der Saison 2007/08 übernahm Ivica Brzić den Trainerposten in Novi Sad. Im UEFA-Pokal 2007/08 setzte sich Vojvodina in der ersten Qualifikationsrunde gegen Hibernians Paola durch. Gegner in der zweiten Runde wurde Atlético Madrid, gegen die man zuletzt vor über 40 Jahren im Messestädte-Pokal 1966/67 spielte, dem Vorläufer des UEFA-Pokals, und dort in drei legendären Spielen siegen konnte. Diesmal behielt Atlético Madrid die Oberhand, denn im Estadio Vicente Calderón wurde Vojvodina durch Tore von Maxi Rodríguez, Diego Forlán und Sergio Agüero mit 3:0 besiegt, und auch das Rückspiel entschied die Los Colchoneros mit 2:1 für sich. In der Liga erreichten Vojvodina erneut den dritten Platz.
Nach der Saison verließ für 3 Millionen Euro mit Gojko Kačar ein Leistungsträger den Verein Richtung Hertha BSC. In der Saison 2008/09 wurden der Verein unter Zoran Marić Vizemeister. In der nächsten Saison erreichte Vojvodina den fünften Platz in der Liga und verlor das Pokalfinale mit 0:3 gegen Roter Stern. Daneben stellte sie mit Dragan Mrđa, der 22 Tore erzielte und 7 vorbereitete, den Torschützenkönig sowie Top-Scorer der Liga und schließlich den besten Spieler der Saison 2009/10. Nach dem Verkauf von Dušan Tadić sowie des Torschützenkönigs in die Niederlande bzw. Schweiz wurde Dragan Mrđa 2010/11 durch Aboubakar Oumarou ersetzt, der die hohen Erwartungen erfüllen konnte. Zur neuen Spielzeit 2010/11 wurde auch Zoran Milinković als Trainer verpflichtet. Diese insgesamt positive Entwicklung der letzten Jahre setzte sich fort. Ein weiteres Mal beendete man die Saison als Dritter und erreichte das Endspiel des serbischen Pokals, wo man aber diesmal Partizan unterlag.
Im Sommer 2011 verließ Željko Brkić den Verein Richtung Udinese Calcio, jedoch wechselte Stephen Appiah, der bei der Weltmeisterschaft 2010 in Südafrika mit Ghana das Viertelfinale erreichte, zu Vojvodina, außerdem schloss sich Almami Moreira der Mannschaft an, der zuvor bereits mit Standard Lüttich und Partizan BErfolge feierte sowie Bundesliga-Erfahrungen mit den Hamburger SV sammelte. Trotz des Wechsels von Slobodan Medojević zum VfL Wolfsburg im Januar 2012, der für ihn 2,5 Millionen Euro Ablösesumme überwies, blieben die Erwartungen im Verein hoch, jedoch folgte erneut ein dritter Platz sowie das Erreichen des Halbfinales im Pokal. In der UEFA Europa League 2012/13 scheiterte man in der 3. Qualifikationsrunde trotz eines 2:1-Heimsieges knapp an Rapid Wien. Zur Winterpause der Saison 2012/13 wechselte Miroslav Stevanović zum FC Sevilla, doch trotz dieses Verlustes konnte sich der Verein in der Spitzengruppe der Liga halten. Ebenso erreichte Vojvodina das Finale des nationalen Pokals, zum insgesamt vierten Mal in den letzten sieben Jahren. Am 28. April 2013 eröffnete der Verein als erster Fußballklub in Serbien bzw. Südosteuropa eine professionelle und moderne Fußballakademie, was ein Maßstab in der Nachwuchsförderung und in der Jugendarbeit in der gesamten Region ist. Eröffnet wurde die Akademie von der Klublegende und ehemaligen europäischen Erfolgstrainer Vujadin Boškov. Das Vorzeigeprojekt hat für viel positives öffentliches Aufsehen in der Region gesorgt.
Im Pokalfinale traf Vojvodina auf FK Jagodina, einen Verein, der in den letzten Jahren eine positive Entwicklung hinter sich hatte. Im Stadion Partizana, wo das Spiel ausgetragen wurde, reiste Vojvodina mit über 11.000 Fans an, eine der größten Auswärtsmobilisierungen von Anhängern eines Klubs in der gesamten Region. Trotz dieser tatkräftigen Unterstützung besiegte der FK Jagodina, die gleich in ihrem ersten Finale den Pokal gewannen, den Favoriten aus Novi Sad durch ein Elfmetertor von Milan Đurić mit 1:0. Für Vojvodina war es hingegen das insgesamt sechste Pokalfinale, und vier davon spielte man in den letzten sieben Jahren. Nachdem der Verein auch sein sechstes Finale verloren hatte, sprachen die Medien bzw. der Verein über Vojvodinas „Pokal-Fluch“. Die Saison 2012/13 beendete der Verein auf dem 3. Platz und qualifizierte sich somit für den UEFA Europa League 2013/14.
Am 8. Juni 2013 musste der Verein jedoch einen herben Rückschlag verkraften, denn um 10:15 Uhr Ortszeit wurde der langjährige Vereinspräsident Ratko Butorović im Alter von 59 Jahren tot im Apartment seines Hotels Park in Novi Sad aufgefunden. Schnell versammelten sich vor dem Hotel Angehörige, Vereinsmitglieder, Mitarbeiter des Vereins und dessen Spieler. Nach ersten polizeilichen Untersuchungen fand man keine Anhaltspunkte eines gewaltsamen Todes. Das Institut für Rechtsmedizin in Novi Sad bestätigte nach der Obduktion den natürlichen Tod von Butorović. Am 9. Juni 2013, 11:00 Uhr Ortszeit, fand eine offizielle Trauerandacht im Kristall-Saal des Hotels Park im Beisein von über 700 Angehörigen, Freunden, Sportlern und Prominenten statt, darunter der Geschäftsführer des Gasversorgers Srbijagas Dušan Bajatović, Vertreter vieler serbischer Fußballvereine und des serbischen Fußball-Bundes, die Mannschaft von Vojvodina, ehemalige Spieler wie Željko Brkić, sowie Vertreter zahlreicher Sportvereine aus Novi Sad. Vor dem Hauptgebäude des serbischen Fußballverbandes wurden mehrere Kränze abgelegt. Im Namen des Vereins taten dies ehemalige Spieler, darunter der damalige Wolfsburger Slobodan Medojević.
Nach der Überführung seines Leichnams nach Nikšić, wurde ein kilometerlanger Trauerzug abgehalten, der von tausenden von Bürgern begleitet wurde und fast eine Stunde brauchte, um den Friedhof in der Vorstadt Kočani zu erreichen, wo das Familiengrab lag. Der Sarg wurde von mehreren Spielern aus der Kapelle zu Grabe getragen. Anschließend wurde Butorović im Beisein einer großen Anzahl von Angehörigen, Freunden, Sportlern, Prominenten und Politikern aus Serbien und Montenegro sowie der gesamten Vereinsführung, dem Trainerstab und der Mannschaft, aber auch Journalisten, beerdigt. Unter den Trauernden befanden sich der amtierende Ministerpräsident Montenegros Milo Đukanović, der erste und einzige Präsident der Staatenunion Serbien und Montenegro Svetozar Marović, der ehemalige Fußballer Mateja Kežman, die früheren Boxer Tadija Kačar und Dragomir Vujković, die Sängerin Nataša Bekvalac sowie ehemalige Spieler und Vereinstrainer. Im Namen des montenegrinischen Fußballverbandes erschienen Dejan Savićević und der Fußballtrainer der montenegrinischen Fußballnationalmannschaft Branko Brnović. Ebenso erschien die Vereinsführung des montenegrinischen Erstligisten FK Zeta. Ratko Butorović galt aufgrund seines extravaganten Stils als wohl kuriosester Klub-Präsident Europas, den er selbst bei den Spielen von Vojvodina pflegte, wodurch er schließlich die Öffentlichkeit polarisierte und dadurch häufig Kritik ausgesetzt war. Dazu wurden ihm öfter Verbindungen zur organisierten Kriminalität nachgesagt, jedoch wurden die Anschuldigungen nie konkret bewiesen, wodurch nie Anklage gegen ihn erhoben wurde.
Butorović war in den letzten Jahren hauptsächlich für seine große Liebe zum Verein bekannt, der unter seiner Ära finanziell stabilisiert wurde, regelmäßig Investitionen in die Infrastruktur genoss und ein hohes Niveau in der Jugendarbeit erreichte. Vor allem wurde durch seine Initiative das Stadion teilweise mehrmals renoviert, darunter die Erneuerung der V.I.P.-Räum, sowie das Ausstatten mit neuen Sitzplätzen. Die größte Investition war die Erbauung des Trainingsgeländes des Vereins namens FC Vujadin Boškov sowie dessen Erweiterung und Modernisierung, wodurch es heute zu den modernsten in Europa gehört und zu den bedeutendsten Entwicklungsschritten in der Geschichte des Vereins zählt. Es folgte der Einbau einer LED-Anzeigetafel der Marke Philips, der Einkauf eines modernen Mannschaftsbusses der Marke Setra im Wert von 140.000 € und zweier Minibusse für die Jugendabteilung. Des Weiteren fand die Installation von vier neuen Flutlichtern der Stärke 1400 Lux im Wert von 300.000 € sowie die Eröffnung der Vojvodina Fußballakademie statt, letzteres ein Meilenstein in Südosteuropa. Schließlich folgte mit Butorovićs Engagement, eine seiner letzten Handlungen, als er kurz vor seinem Tod weitere Umbauten am Stadion durchsetzen konnte, die eine neue Südtribüne, die Erneuerung der Ost- und Südwesttribüne und die Überdachung des gesamten Stadions beinhaltet, womit das Stadion am Ende eine Kapazität von 22.000 Sitzplätzen haben wird. Die Erbauung der Südtribüne ist bereits in vollem Gange. Aufgrund dieser Tatsachen wird Ratko Butorovic als Hauptfigur in der Entwicklung des Vereins gesehen, dessen Etablierung als serbische Spitzenmannschaft unter seiner Regierungszeit gelang. Trotz seines unerwarteten und überraschenden Todes gelang es dem Verein, schnell zu reagieren. Man wählte damals einstimmig seinen Sohn Balša Butorović als neuen Vereinspräsidenten, der jahrelang seinen Vater beim Aufbau des Vereins unterstützt und begleitet hatte. Trotz turbulenter Wochen startete Vojvodina mit einem 4:1-Auswärtssieg gegen den FC Hibernians in der Europa League Saison 2013/14, in der man in der Playoff-Runde knapp an Sheriff Tiraspol scheiterte.
In derselben Spielzeit gewann Vojvodina nach 25 Jahren – als man 1989 die Jugoslawische Meisterschaft errang – mit dem Serbischen Fußballpokal einen Titel. Mit diesem in der Hinterhand nahm Vojvodina als Viertplatzierter der abgelaufenden SuperLiga-Saison an der Qualifikation zur UEFA Europa League 2014/15 teil. Dort unterlag man jedoch schon in der zweiten Runde der AS Trenčín. Dabei hätte man fast eine 0:4-Niederlage aus dem Hinspiel aufgeholt, doch das Rückspiel endete "nur" mit 3:0 aus Sicht der Serben. Als Titelverteidiger stieg Vojvodina im Viertelfinale des serbischen Pokals ein, unterlag dort aber prompt dem FK Čukarički. Die SuperLiga 2014/15 wurde erneut auf Platz 4 beendet.
In der Qualifikation zur UEFA Europa League 2015/16 erreichte Vojvodina nach Erfolgen über MTK Budapest, FK Spartaks Jūrmala und Sampdoria Genua die Play-off-Runde. Dort unterlag man aber Viktoria Pilsen nach zwei Niederlagen. Erneut verendete man auf dem vierten Tabellenplatz der SuperLiga, nachdem man am Ende der Hauptrunde sogar nur auf Platz 5 stand. Auch in der Qualifikation zur UEFA Europa League 2016/17 konnte die Play-off-Runde erreicht werden, nachdem man sich gegen FK Bokelj Kotor, Connah’s Quay Nomads und FK Dinamo Minsk durchsetzen konnte. Doch die Play-off-Runde wurde erneut nicht überstanden – diesmal unterlag Vojvodina AZ Alkmaar mit 0:3 und 0:0.
In der SuperLiga 2016/17 gelang wieder der dritte Platz. Vojvodina scheiterte aber schon in der zweiten Qualifikationsrunde der UEFA Europa League 2017/18 am MFK Ružomberok. Der Verein geriet in weiterer Folge in sportliche Schwierigkeiten und kam in den nächsten beiden Spielzeiten nach der Hauptrunde nur knapp in das Meisterschafts-Play-off. Es stand jeweils der achte Platz zu Buche, was der schlechtesten Platzierung seit der Unabhängigkeit Serbiens entspricht. Die sportliche Situation besserte sich erst mit der Saison 2019/20. Die Play-offs in der Liga fanden in dieser Spielzeit aufgrund der COVID-19-Pandemie nicht statt. Vojvodina konnte den dritten Platz erreichen und gewann am 24. Juni 2020 gegen Partizan Belgrad zum zweiten Mal den Pokal. Nach einem 2:2 setzte sich der Verein im Elfmeterschießen durch. Er stieg folglich in die dritte Qualifikationsrunde der UEFA Europa League 2020/21 ein, die aber mit 1:2 gegen Standard Lüttich verloren ging.
In der Saison 2020/21 konnte Vojvodina den vierten Platz erreichen, womit die erstmalige Teilnahme an der Qualifikation zur UEFA Europa Conference League gesichert war. Nachdem in der zweiten Runde der FK Panevėžys bezwungen wurde, unterlag man in der dritten Runde dem LASK mit einem deutlichen Gesamtergebnis von 7:1. Die Saison 2021/22 beendete Vojvodina wieder auf einem schwächeren Tabellenplatz – der Verein aus Novi Sad wurde Siebter. Mitverantwortlich hierfür war eine Schwächephase im Saisonendspurt, da man von den letzten 14 Ligaspielen elf verlor.
Die Saison 2022/23 konnte wieder auf einem etwas besseren fünften Platz abgeschlossen werden. So nahm Vojvodina an der Qualifikation zur UEFA Europa Conference League 2023/24 teil, wo man in der zweiten Runde APOEL Nikosia unterlag. Nach einem 1:0 über den FK Radnički Kragujevac konnte zum zehnten Mal das Pokalfinale erreicht werden. Dieses ging aber mit 1:2 gegen Roter Stern verloren. Als Viertplatzierter der abgelaufenen SuperLiga-Saison trifft Vojvodina in der zweiten Qualifikationsrunde der UEFA Europa League 2024/25 auf Ajax Amsterdam.

## Stadion

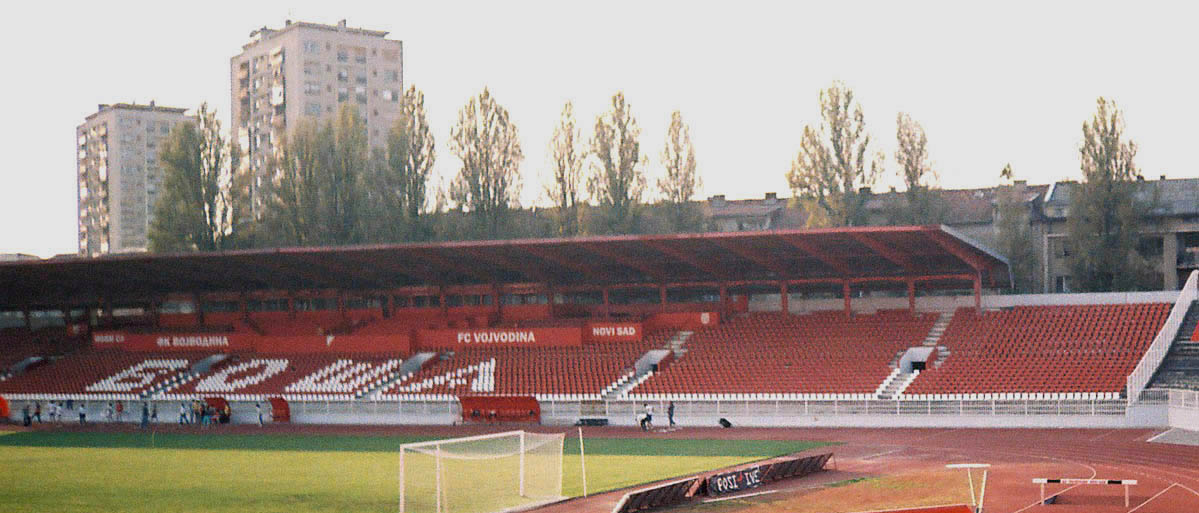
Stadion Karađorđe

Das Heimstadion von Vojvodina ist das Stadion Karađorđe – ein Mehrzweckstadion, das mit einer Gesamtkapazität von ca. 20.000 Plätzen (die offizielle Kapazität liegt allerdings nur bei 15.204), zu den größten Stadien in Serbien gehört. Benannt ist das Stadion nach Đorđe Petrović, genannt Karađorđe, dem Anführer des ersten serbischen Aufstandes gegen die osmanische Besatzung im 19. Jahrhundert. Auch die serbische U-21-Fußballnationalmannschaft trägt ihre Spiele hier aus.

## Trainingsgelände
Trainingsgelände des Vereins ist der Sportkomplex FC Vujadin Boškov, benannt nach Vujadin Boškov, ein ehemaliger erfolgreicher jugoslawischer bzw. serbischer Fußballspieler und Trainer von Vojvodina, Real Madrid und Sampdoria Genua, der 1990 als Trainer mit Sampdoria Genua den Europapokal der Pokalsieger gewann. Im Jahr 2006 renovierte der Verein die gesamte Anlage inklusive des Stadions. Im Jahr 2009 wurde das Trainingsgelände noch einmal erweitert. Heute umfasst die gesamte Anlage eine Fläche von etwa 87.000 Quadratmetern. Sie umfasst sechs Fußballplätze, einer davon ist mit Kunstrasen belegt. Für die Unterbringung der Spieler sowie des Trainerstabs sind acht Doppelzimmer und zwei Luxussuiten vorhanden. Jede der Einheiten verfügt über modernste Anlagen und Geräte. Eine Küche versorgt die A-Mannschaft sowie alle jüngeren Kategorien über das gesamte Jahr. Der Sportkomplex verfügt über alle Segmente, die für das Funktionieren eines Vereins auf europäischer Ebene notwendig sind, wie z. B. Umkleideräume, Fitnessräume, ein medizinisches Zentrum und eine Wäscherei. Das Hauptgebäude beherbergt zwei Pressezentren und eine Freizeiteinrichtung. Der gesamte Komplex wird von qualifiziertem Personal verwaltet, ein Sicherheitsdienst ist ebenfalls vorhanden. Hinsichtlich der Funktionalität, der Architektur und der Ausrüstung gehört das Trainingsgelände von Vojvodina zu den Modernsten in Europa.

## Fankultur
Firma (zu deutsch: die Firma) ist die organisierte Fangemeinschaft von Vojvodina und wurde 1989 in Novi Sad gegründet. Die Mitglieder der Firma nennen sich Firmaši. Sie unterstützen traditionell alle Mannschaften von Vojvodina in jeder Sportart. Die Firmaši stehen hauptsächlich in der Nordkurve des Stadion Karađorđe. Sie gehören zu den wichtigsten Fangruppierungen in Serbien und unterhalten eine enge Fanfreundschaft zu den Fans von Borac Banja Luka aus der Republika Srpska in Bosnien und Herzegowina.

## Spieler
- Vujadin Boškov (1950–1960)
- Todor Veselinović (1951–1952, 1953–1961)
- Zdravko Rajkov (1951–1962)
- Žarko Nikolić (1954–1966, 1968–1969)
- Đorđe Pavlić (1960–1966)
- Miloš Šestić (1987–1989)
- Goran Kartalija (1988–1991)
- Siniša Mihajlović (1988–1991)
- Miroslav Tanjga (1988–1991)
- Gojko Kačar (1994–2002) Jugend, (2002–2007) Spieler,
- Milan Stepanov (19??–2000) Jugend, (2000–2005) Spieler,
- Miloš Krasić (1999–2001) Jugend, (2001–2004) Spieler,
- Dušan Tadić (2002–2006) Jugend, (2006–2010) Spieler,
- Dragan Mrđa (2008–2010)
- Marcelo Pletsch (2009–2010)
- Mijat Gaćinović (2010–2013) Jugend, (2013–2015) Spieler
- Sergej Milinković-Savić (2013–2014)

## Trainer
- Ljubiša Broćić (1952)
- Vujadin Boškov (1964–1971)
- Zdravko Rajkov (1967–1969)
- Todor Veselinović (1974–1977)
- Vladimir Petrović (2004)
- Milovan Rajevac (2006–2007)
- Dragoslav Stepanović (2009)
- Zoran Milinković (2010–2011)

## Erfolge

### International
- Viertelfinale im Europapokal der Landesmeister (1): 1967
- Mitropapokal (1): 1977
- Mitopapokalfinalist (1): 1957
- Intertoto Cup (1): 1976
- Intertoto-Cup-Finalist (1): 1998

### National
- Jugoslawien
  - Jugoslawischer Meister (2): 1966, 1989
  - Jugoslawischer Vizemeister (3): 1957, 1962, 1975
  - Dritter der jugoslawischen Liga (6) 1992–1997
  - Jugoslawischer Pokalfinalist (2): 1951, 1997
- Serbien
  - Serbischer Vizemeister (1): 2009
  - Dritter der serbischen Liga (7): 2007, 2008, 2011, 2012, 2013, 2017, 2020
  - Serbischer Pokalsieger (2): 2014, 2020
  - Serbischer Pokalfinalist (5): 2007, 2010, 2011, 2013, 2024

## Europapokalbilanz
| Saison    | Wettbewerb                    | Runde                  | Gegner                   | Gesamt          | Hin                 | Rück          |
| --------- | ----------------------------- | ---------------------- | ------------------------ | --------------- | ------------------- | ------------- |
| 1962/63   | Messestädte-Pokal             | 1. Runde               | Leipzig XI               | 1:2             | 1:0 (H)             | 0:2 (A)       |
| 1964/65   | Messestädte-Pokal             | 1. Runde               | Lokomotive Plowdiw       | 2:4             | 1:1 (H)             | 1:1 (A)       |
| 1964/65   | Messestädte-Pokal             | 1. Runde               | Lokomotive Plowdiw       | 2:4             | 0:2 in Sofia        |               |
| 1966/67   | Europapokal der Landesmeister | 1. Runde               | SK Admira Wien           | 1:0             | 1:0 (A)             | 0:0 (H)       |
| 1966/67   | Europapokal der Landesmeister | 2. Runde               | Atlético Madrid          | 6:5             | 3:1 (H)             | 0:2 (A)       |
| 1966/67   | Europapokal der Landesmeister | 2. Runde               | Atlético Madrid          | 6:5             | 3:2 n. V. in Madrid |               |
| 1966/67   | Europapokal der Landesmeister | Viertelfinale          | Celtic Glasgow           | 1:2             | 1:0 (H)             | 0:2 (A)       |
| 1967/68   | Messestädte-Pokal             | 1. Runde               | Linfield FC              | 5:2             | 5:1 (H)             | 0:1 (A)       |
| 1967/68   | Messestädte-Pokal             | 2. Runde               | 1. FC Lokomotive Leipzig | 2:0             | 0:0 (H)             | 2:0 (A)       |
| 1967/68   | Messestädte-Pokal             | 3. Runde               | Göztepe Izmir            | 2:0             | 1:0 (H)             | 1:0 (A)       |
| 1967/68   | Messestädte-Pokal             | Viertelfinale          | FC Bologna               | 0:2             | 0:0 (A)             | 0:2 (H)       |
| 1968/69   | Messestädte-Pokal             | 1. Runde               | Glasgow Rangers          | 1:2             | 0:2 (A)             | 1:0 (H)       |
| 1969/70   | Messestädte-Pokal             | 1. Runde               | Gwardia Warschau         | 1:2             | 0:1 (H)             | 1:1 (A)       |
| 1972/73   | UEFA-Pokal                    | 1. Runde               | Slovan Bratislava        | 1:8             | 0:6 (A)             | 1:2 (H)       |
| 1975/76   | UEFA-Pokal                    | 1. Runde               | AEK Athen                | 1:3             | 0:0 (H)             | 1:3 (A)       |
| 1989/90   | Europapokal der Landesmeister | 1. Runde               | Honvéd Budapest          | (a)2:2(a)       | 0:1 (A)             | 2:1 (H)       |
| 1996/97   | UEFA-Pokal                    | Vorrunde               | FC Portadown             | 5:1             | 1:0 (A)             | 4:1 (H)       |
| 1996/97   | UEFA-Pokal                    | Qualifikation          | Grazer AK                | 1:7             | 0:2 (A)             | 1:5 (H)       |
| 1997/98   | UEFA-Pokal                    | 1. Runde               | Viking Stavanger         | 2:2 (4:5 i. E.) | 0:2 (H)             | 2:0 n. V. (A) |
| 1998      | UEFA Intertoto Cup            | 1. Runde               | Stabæk Fotball           | 5:3             | 2:1 (A)             | 3:2 (H)       |
| 1998      | UEFA Intertoto Cup            | 2. Runde               | Örebro SK                | 4:0             | 2:0 (H)             | 2:0 (A)       |
| 1998      | UEFA Intertoto Cup            | 3. Runde               | Baltika Kaliningrad      | 4:2             | 4:1 (H)             | 0:1 (A)       |
| 1998      | UEFA Intertoto Cup            | Halbfinale             | SC Bastia                | 4:2             | 0:2 (A)             | 4:0 (H)       |
| 1998      | UEFA Intertoto Cup            | Finale                 | Werder Bremen            | 1:2             | 0:1 (A)             | 1:1 (H)       |
| 1999/2000 | UEFA-Pokal                    | Qualifikation          | Újpest Budapest          | 5:1             | 4:0 (H)             | 1:1 (A)       |
| 1999/2000 | UEFA-Pokal                    | 1. Runde               | Slavia Prag              | 2:3             | 0:0 (H)             | 2:3 (A)       |
| 2007/08   | UEFA-Pokal                    | 1. Qualifikationsrunde | Hibernians Paola         | 7:1             | 5:1 (H)             | 2:0 (A)       |
| 2007/08   | UEFA-Pokal                    | 2. Qualifikationsrunde | Atlético Madrid          | 1:5             | 0:3 (A)             | 1:2 (H)       |
| 2008/09   | UEFA-Pokal                    | 1. Qualifikationsrunde | FK Olimpik Baku          | 2:1             | 1:0 (H)             | 1:1 (A)       |
| 2008/09   | UEFA-Pokal                    | 2. Qualifikationsrunde | Hapoel Tel Aviv          | 0:3             | 0:0 (H)             | 0:3 (A)       |
| 2009/10   | UEFA Europa League            | 3. Qualifikationsrunde | FK Austria Wien          | 3:5             | 1:1 (H)             | 2:4 (A)       |
| 2011/12   | UEFA Europa League            | 2. Qualifikationsrunde | FC Vaduz                 | (a)3:3(a)       | 2:0 (A)             | 1:3 (H)       |
| 2012/13   | UEFA Europa League            | 2. Qualifikationsrunde | Sūduva Marijampolė       | 5:1             | 1:1 (H)             | 4:0 (A)       |
| 2012/13   | UEFA Europa League            | 3. Qualifikationsrunde | SK Rapid Wien            | 2:3             | 2:1 (H)             | 0:2 (A)       |
| 2013/14   | UEFA Europa League            | 1. Qualifikationsrunde | Hibernians Paola         | 7:3             | 4:1 (A)             | 3:2 (H)       |
| 2013/14   | UEFA Europa League            | 2. Qualifikationsrunde | Honvéd Budapest          | 5:1             | 2:0 (H)             | 3:1 (A)       |
| 2013/14   | UEFA Europa League            | 3. Qualifikationsrunde | Bursaspor                | 5:2             | 2:2 (H)             | 3:0 (A)       |
| 2013/14   | UEFA Europa League            | Play-offs              | Sheriff Tiraspol         | 2:3             | 1:1 (H)             | 1:2 (A)       |
| 2014/15   | UEFA Europa League            | 2. Qualifikationsrunde | FK AS Trenčín            | 3:4             | 0:4 (A)             | 3:0 (H)       |
| 2015/16   | UEFA Europa League            | 1. Qualifikationsrunde | MTK Budapest FC          | 3:1             | 0:0 (A)             | 3:1 (H)       |
| 2015/16   | UEFA Europa League            | 2. Qualifikationsrunde | FK Spartaks Jūrmala      | 4:1             | 3:0 (H)             | 1:1 (A)       |
| 2015/16   | UEFA Europa League            | 3. Qualifikationsrunde | Sampdoria Genua          | 4:2             | 4:0 (A)             | 0:2 (H)       |
| 2015/16   | UEFA Europa League            | Play-offs              | Viktoria Pilsen          | 0:5             | 0:3 (A)             | 0:2 (H)       |
| 2016/17   | UEFA Europa League            | 1. Qualifikationsrunde | FK Bokelj Kotor          | 6:1             | 1:1 (A)             | 5:0 (H)       |
| 2016/17   | UEFA Europa League            | 2. Qualifikationsrunde | Gap Connah’s Quay        | 3:1             | 1:0 (H)             | 2:1 (A)       |
| 2016/17   | UEFA Europa League            | 3. Qualifikationsrunde | FK Dinamo Minsk          | 3:1             | 1:1 (H)             | 2:0 (A)       |
| 2016/17   | UEFA Europa League            | Play-offs              | AZ Alkmaar               | 0:3             | 0:3 (H)             | 0:0 (A)       |
| 2017/18   | UEFA Europa League            | 1. Qualifikationsrunde | MFK Ružomberok           | 2:3             | 2:1 (H)             | 0:2 (A)       |
| 2020/21   | UEFA Europa League            | 3. Qualifikationsrunde | Standard Lüttich         | 1:2             | 1:2 n. V. (A)       | 1:2 n. V. (A) |
| 2021/22   | UEFA Europa Conference League | 2. Qualifikationsrunde | FK Panevėžys             | 2:0             | 1:0 (A)             | 1:0 (H)       |
| 2021/22   | UEFA Europa Conference League | 3. Qualifikationsrunde | Linzer ASK               | 1:7             | 0:1 (H)             | 1:6 (A)       |
| 2023/24   | UEFA Europa Conference League | 2. Qualifikationsrunde | APOEL Nikosia            | 2:4             | 1:2 (A)             | 1:2 (H)       |
| 2024/25   | UEFA Europa League            | 2. Qualifikationsrunde | Ajax Amsterdam           | 1:4             | 0:1 (A)             | 1:3 (H)       |
| 2024/25   | UEFA Conference League        | 3. Qualifikationsrunde | NK Maribor               | 2:2 (2:4 i. E.) | 1:2 (A)             | 1:0 n. V. (H) |

Gesamtbilanz: 105 Spiele, 44 Siege, 21 Unentschieden, 40 Niederlagen, 138:126 Tore (Tordifferenz +12)